# Акпатирево
Акпати́рево (рос. Акпатырево, марій. Акпатыр) — присілок у складі Марі-Турецького району Марій Ел, Росія. Входить до складу Косолаповського сільського поселення.

## Населення
Населення — 76 осіб (2010; 68 у 2002).
Національний склад (станом на 2002 рік):
- марійці — 99 %